# Borough of Wokingham
Borough of Wokingham är en enhetskommun i Berkshire i England,  Storbritannien. Kommunen har 180 967 invånare (2022). Huvudort är Wokingham.
Hela kommunen är indelad i civil parishes:

- Arborfield and Newland
- Barkham
- Charvil
- Earley (med orten Lower Earley)
- Finchampstead
- Remenham
- Ruscombe
- Shinfield
- Sonning
- St. Nicholas, Hurst
- Swallowfield
- Twyford
- Wargrave
- Winnersh
- Wokingham
- Wokingham Without
- Woodley